# Jürgen Colin
Jürgen Romano Colin (Utrecht, 20 januari 1981) is een Nederlands voormalig voetballer die als verdediger speelde.

## Biografie
Colin groeide op in de wijk Overvecht. Hij begon met voetballen bij SV HMS en werd op zijn vijftiende opgenomen in de jeugdopleiding van PSV.
In het seizoen 2001/02 haalde Eric Gerets hem naar de a-selectie, waar hij op 22 augustus 2001 zijn Eredivisie-debuut maakte door in te vallen voor Theo Lucius in de wedstrijd PSV-FC Den Bosch. Bij PSV maakte hij weinig kans op wedstrijden, daar hij André Ooijer en Ernest Faber voor zich moest dulden. Hierop leende PSV Colin uit aan KRC Genk, waar hij de stand-in was voor Didier Zokora, die in een cruciale fase van de competitie deelnam aan de Africa Cup. Onder Sef Vergoossen kreeg hij aanvankelijk veel speeltijd, maar na de terugkeer van Zokora werd dit minder en belandde hij in het tweede elftal. Wel werd hij met de ploeg kampioen van de Eerste klasse. In de kampioenswedstrijd speelde hij 25 minuten mee.
Het seizoen erop werd Colin wederom uitgeleend, ditmaal aan NAC Breda, waarvoor hij dat seizoen alle wedstrijden speelde. In het seizoen 2003/04 kreeg hij van Guus Hiddink een kans kreeg zich te bewijzen in het eerste elftal. Na een seizoen met 20 wedstrijden, werd hij opnieuw verhuurd aan NAC Breda.
Hierna stapte hij, voor zo'n 400 duizend euro, over naar Norwich City, waarmee hij twee seizoenen in de Championship speelde. Bij Norwich City kende Colin een moeizame start en verloor hij uiteindelijk zijn basisplaats. In zijn tweede seizoen kwam hij tot bloei en wist hij zijn basisplaats te herroveren.
In 2007 werd hij, na een geslaagde stage van drie weken, voor een transfersom van zo'n 250 duizend euro naar Ajax gehaald. Daar kwam hij te spelen onder Henk ten Cate, die hij nog kende van zijn eerste periode bij NAC. Hij tekende een contract voor één jaar met een eenzijdige optie voor Ajax, dit contract met twee jaar te kunnen verlengen. Bij Ajax kende hij een slechte tijd. Na enkele wedstrijden vertrok Ten Cate naar Chelsea en werd Colin voor de aanhang van Ajax symbool van het in hun ogen falende aankoopbeleid van de club. Hij werd uitgefloten door het eigen publiek. Hoewel hij dat seizoen twaalf wedstrijden speelde, waarvan zes als invaller, werd de optie in zijn contract tot zijn eigen verbazing in maart gelicht. Kort hierop werd hij door trainer Adrie Koster uit de selectie gezet, vanwege negatieve uitlatingen in de Telegraaf.
In augustus 2008 kreeg Colin van de nieuwe hoofdcoach Marco van Basten, die Colin in eerste instantie bij de selectie wilde houden, te horen, dat hij geen deel meer zou uitmaken van de selectie van Ajax en per direct mocht vertrekken. Hierop vertrok hij naar Sporting Gijón, dat zojuist gepromoveerd was naar de Primera División. Hij tekende een contract voor een jaar. Hij kwam tot twee competitiewedstrijden voor Gijón, waarna hij weer mocht vertrekken.

## Clubstatistieken
| Seizoen         | Club                 | Land            | Competitie       | Duels | Goals |
| --------------- | -------------------- | --------------- | ---------------- | ----- | ----- |
| 2001/02         | PSV                  | Nederland       | Eredivisie       | 4     | 0     |
| 2001/02         | → RC Genk            | België          | Eerste klasse    | 7     | 0     |
| 2002/03         | → NAC Breda          | Nederland       | Eredivisie       | 34    | 0     |
| 2003/04         | PSV                  | Nederland       | Eredivisie       | 20    | 1     |
| 2004/05         | NAC Breda            | Nederland       | Eredivisie       | 28    | 1     |
| 2005/06         | Norwich City         | Engeland        | Championship     | 25    | 0     |
| 2006/07         | Norwich City         | Engeland        | Championship     | 33    | 0     |
| 2007/08         | Ajax                 | Nederland       | Eredivisie       | 12    | 0     |
| 2008/09         | Sporting Gijon       | Spanje          | Primera División | 2     | 0     |
| 2009/10         | RKC Waalwijk         | Nederland       | Eredivisie       | 23    | 0     |
| 2010/11         | RKC Waalwijk         | Nederland       | Eerste divisie   | 14    | 0     |
| 2010/11         | Anorthosis Famagusta | Cyprus          | A Divizion       | 12    | 0     |
| 2011/12         | Anorthosis Famagusta | Cyprus          | A Divizion       | 31    | 0     |
| 2012/13         | Anorthosis Famagusta | Cyprus          | A Divizion       | 23    | 0     |
| 2013/14         | Hapoel Tel Aviv      | Israël          | Ligat Ha'Al      | 17    | 0     |
| 2014/15         | Hapoel Tel Aviv      | Israël          | Ligat Ha'Al      | 22    | 0     |
| 2015/16         | Hapoel Ashkelon      | Israël          | Ligat Ha'Al      | 21    | 0     |
| 2016            | Torpedo Koetaisi     | Georgië         | Oemaghlesi Liga  | 4     | 0     |
| Carrière totaal | Carrière totaal      | Carrière totaal | Carrière totaal  | 332   | 2     |

## Internationaal
Colin was Nederlands jeugdinternational en maakte deel uit van de selectie voor het Wereldkampioenschap voetbal onder 20 - 2001.

## Erelijst
| Competitie             | Aantal | Jaren      |     |     |
| PSV                    | PSV    | PSV        | PSV | PSV |
| ---------------------- | ------ | ---------- | --- | --- |
| Johan Cruijff Schaal   | 2x     | 2001, 2007 |     |     |
| KRC Genk               |        |            |     |     |
| Kampioen Eerste klasse | 1x     | 2001/02    |     |     |
| Hapoel Ashkelon        |        |            |     |     |
| Toto Cup               | 1x     | 2015/16    |     |     |